# Фицалан, Эдмунд, 9-й граф Арундел
Эдмунд Фицалан (англ. Edmund FitzAlan; 1 мая 1285 — 17 ноября 1326) — 9-й граф Арундел с 1302 года, главный кравчий Англии, хранитель Шотландской марки с 1316 года, сын Ричарда Фицалана, 8-го графа Арундела, и Алезии (Элис) ди Салуццо.
Первоначально Эдмунд находился в оппозиции королю Эдуарду II и был одним из лордов-ордайнеров. Позже перешёл на сторону короля и его союзников Диспенсеров. После свержения Эдуарда II был арестован и казнён, а его владения и титулы конфискованы. Только в 1331 году владения и титулы были возвращены его сыну.
Хотя Эдмунд никогда не был канонизирован, в 1390-е годы возник культ, связанный с ним.

## Биография

### Молодые годы
Эдмунд родился 1 мая 1285 года в замке Мальборо в Шропшире. Он происходил из знатного рода Фицаланов, представители которого имели обширные владения в Сассексе и Валлийской марке.
В 1302 году умер его отец, Ричард Фицалан, 8-й граф Арундел. Эдмунду в это время ещё не было 16 лет, и он считался несовершеннолетним, поэтому над ним была назначена опека. Опекуном стал Джон де Варенн, 6-й граф Суррей. Он женил подопечного на своей внучке Элис — дочери Уильяма де Варенна, рано умершего старшего сына графа Суррея. При этом первоначально Эдмунд отказался жениться, но в 1305 году брак был всё же заключён.
Эдмунд был признан совершеннолетним в апреле 1306 года. Король Эдуард I простил Арунделу долг в 4234 фунта. 22 мая того же года юный граф Арундел был посвящён королём Эдуардом I в рыцари вместе с принцем Уэльским Эдуардом, своим наследником, который в 1307 году стал королём под именем Эдуарда II.

### В оппозиции королю
Эдуард I умер в 1307 году. Молодой граф Арундел был свидетелем при присвоении 6 августа Пирсу Гавестону, фавориту Эдуарда II, титула графа Корнуолла, а также присутствовал на коронации нового короля 25 февраля, где он выполнял обязанности главного кравчего и предъявителя королевских одежд. Новый король вернул Арунделу конфискованную у его отца сотню в Перслоу в Арунделе.
Однако вскоре Арундел оказался в оппозиции к королю и его фавориту Гавестону. В июле 1309 года Эдмунд не участвовал в Стамфордском парламенте, во время которого договорились о возвращении Гавестона. Однако поведение королевского фаворита стало настолько вызывающим, что недовольство им возросло, к недовольным присоединился и Арундел. 16 марта 1310 года на заседании парламента король был вынужден согласиться на организацию комиссии из 21 лорда-ордайнера, которые были уполномочены в течение следующих 18 месяцев «предопределять и укреплять королевство и королевский двор в соответствии с правом и здравым смыслом». В их число вошёл и граф Арундел.
Лордам-ордайнерам удалось в 1311 году добиться изгнания Гавестона, но уже в январе 1312 года он вернулся. Эдуард II переместился на север. Арундел был в числе пяти баронов, сформировавших лигу против Гавестона. В составе баронской армии он участвовал в преследовании короля и его фаворита. 4 мая баронская армия вошла в Ньюкасл, но король и Гавестон успели ускользнуть. Позже Гавестон был осаждён в хорошо укреплённом замке Скарборо. 19 мая королевский фаворит был вынужден сдаться графу Пембруку при условии, что будет находиться под домашним арестом в замке Уоллингфорд до 1 августа, когда парламент должен был решить его судьбу. Однако два барона — графы Уорик и Ланкастер — не захотели ждать суда. Они выкрали Гавестона и увезли его в Уорик, где 19 июня тот был обезглавлен.
Убийство Гавестона раскололо баронскую оппозицию. Несмотря на всеобщую ненависть к фавориту, его убийство потрясло англичан. 14 октября 1313 года убийцы Гавестона были амнистированы, через 2 дня в числе всех восставших против короля баронов получил амнистию и Арундел. Однако Эдмунд продолжал оставаться в числе недовольных королём. Он и другие крупные бароны (среди них графы Ланкастер, Суррей и Уорик) отказались участвовать в шотландской кампании 1314 года, обосновывая это тем, что согласно ордонансам король не имеет право покидать страну без разрешения парламента. Кампания закончилась катастрофически: английская армия была разгромлена при Бэннокберне, а Шотландия стала фактически независимой.

### Сторонник короля
В феврале 1316 года Арундел вошёл в состав комиссии для проведения реформ, созданной графом Ланкастером. Однако в течение последующих одного-двух лет Арундел разочаровывается в Ланкастере, и королю постепенно удалось перетянуть его в число своих сторонников.
Нормализация отношений с королём у Арундела началась ещё 2 ноября 1313 года, когда Эдуард II простил Эдмунду долги короне. В 1315 году Арунделу была пожалована барония Кос, ранее принадлежавшая сэру Питеру Корбе. Однако во многом сближение с королём произошло из-за союза Арундела с Диспенсерами — новыми фаворитами короля. Хью Диспенсер Старший и его сын, Хью Диспенсер Младший, постепенно заняли лидирующее положение в королевской политике, используя его для своего обогащения. И в то время, как большая часть знати отвернулась от короля, Арундел, наоборот, поддержал его. Какое-то время в 1314—1315 годах Ричард, старший сын Эдмунда, был даже помолвлен с Изабеллой, дочерью Хью Диспенсера Младшего.
Оказавшись в числе сторонников короля, Арундел стал получать от него разные назначения, хотя при этом не полностью порвал с баронами. 19 ноября 1316 года Эдмунд вопреки желания Ланкастера был назначен хранителем Шотландской марки. В августе 1318 года он участвовал в заключении договора в Лике, который на какое-то время примирил Ланкастера и его сторонников с королём. Арундел при этом был назначен одним из членов совета, призванного наблюдать за королём.
В сентябре 1319 года Арундел в составе королевской армии участвовал в осаде Бервика. Кода в 1321 году вспыхнула «война Диспенсеров», во время которой Ланкастер и его ближайшие сторонники, граф Херефорд и Мортимер, недовольные узурпацией Диспенсерами королевских прерогатив, опустошили их владения, Арундел отказался к ним присоединяться. В итоге его замок Клан подвергся нападению Роджера Мортимера. К этому времени его приверженность партии короля и Диспенсеров оказалась закреплена браком наследника, Ричарда, с Изабеллой Диспенсер. Церемония состоялась 9 февраля 1321 года в королевском поместье Хэверинг.
Хотя Арундел и был вынужден поддержать изгнание Диспенсеров в августе 1321 года, он уже через три месяца участвовал в осаде замка Лидс, владелец которого, лорд Бэдлсмир, один из союзников Ланкастера, нанёс оскорбление королеве, не пустив её. Также он от имени короля обратился к духовенству, убеждая признать высылку Диспенсеров незаконной.
Зимой 1321/1322 года Арундел вместе со своим шурином, графом Сурреем, участвовал в королевской кампании против баронского восстания, возглавляемого графом Ланкастером. 5 января 1322 года Арундел был назначен судьёй Уэльса. В этом же месяце он смог убедить Мортимера сдаться. 11 марта Арундел поддержал объявление Ланкастера и его сторонников изменниками. После разгрома армии Ланкастера в битве при Боробридже 22 марта Арундел был одним из судей, осудивших в замке Понтефракт Ланкастера на казнь.
За свою поддержку короля Арундел был щедро вознаграждён. Он получил ряд конфискованных у мятежников владений, включая баронство Моубреев на острове Эксхолм и баронство Чирк Мортимеров, присоединённые к родовому баронству Освестри. В 1322 году Арундел принимал участие в шотландской кампании. В 1323 году он был назначен главным юстициарием Северного и Южного Уэльса, этот пост он сохранял до 1326 года. В 1325 году он стал ещё и хранителем Валлийской марки. Кроме того, ему было дано право наследования графу Суррею. Также в это время Арундел заключил несколько матримониальных союзов, помолвив двух дочерей с сыновьями двух главных союзников казнённого графа Ланкастера — графов Херефорда и Уорика. Однако если брак одной из дочерей, Элис, с новым графом Херефордом и был заключён в 1325 году, то брак другой дочери (неизвестно какой) с графом Уориком так и не состоялся.

### Свержение Эдуарда II и казнь Арундела
В 1326 году Эдуард II был свергнут своей женой Изабеллой Французской и Роджером Мортимером, вторгшимся в Англию с набранной армией. Одной из их целей был Арундел. Он бежал на запад вместе с королём, но его захватил в Шрусбери Джон Чарльтон из Поуиса.
Пленённого Арундела перевезли к королеве Изабелле в Херефорд, где ему были предъявлены обвинения в том, что он является сообщником Диспенсеров, а также в том, что он согласился на казнь Ланкастера и замышлял заговор против королевы. В итоге Арундел был признан виновным и по настоянию Мортимера обезглавлен 17 ноября. Согласно хронике Лландафа, его обезглавил «худший из негодяев» (лат. vilissimi ribaldi), которому потребовалось целых 22 удара на то, чтобы отделить голову от тела.
Тело Арундела в итоге было захоронено в родовой усыпальнице Фицаланов в аббатстве Хогмонд. Огромное состояние Эдмунда было разграблено, большая его часть осела в казне королевы Изабеллы. Поскольку Арундел был признан виновным в измене, его владения и титулы не достались наследнику, а были конфискованы. Замок Арундел и прилегающие владения, приносившие 600 фунтов в год, были отданы графу Кенту, а владения в Шропшире — Роджеру Мортимеру.
После казни Мортимера владения и титулы Эдмунда 8 февраля 1331 года были возвращены его наследнику Ричарду.

### Оценка личности
Хотя многие историки критикуют Арундела за его непоследовательность и переход на другую сторону — подобное поведение было не совсем типично для данного времени, однако обвинения, выдвинутые против него, и казнь были следствием обстоятельств. При этом Эдмунд оказался одним из немногих примеров способности короля Эдуарда II перетянуть на свою сторону магната, первоначально выступавшего против него.
Хотя Арундел никогда не был канонизирован, в 1390-е годы возник культ, связанный с ним. Возможно, это было связано с культом, возникшим вокруг казнённого Ричардом II в 1397 году 11-го графа, внука Эдмунда.

## Брак и дети
Жена: с 1305 года Элис де Варенн (примерно 1287 — до 23 мая 1338), дочь Уильяма (V) де Варенна и Джоанны де Вер. Дети:
- Ричард Фицалан (примерно 1313 — 24 января 1376), 10-й граф Арундел с 1331 года;
- Эдмунд Фицалан (умер примерно в 1349);
- Майкл Фицалан;
- Мэри Фицалан (умерла 29 августа 1396); муж: Джон ле Стрейндж (ок. 1332 — 12 мая 1361), 4-й барон Стрейндж из Блэкмера с 1349 года, 1-й барон Стрейндж с 1360 года;
- Элис Фицалан (умерла в 1326); муж: с февраля 1325 года (папское разрешение) Джон де Богун (23 ноября 1306 — 20 января 1336), 5-й граф Херефорд и 4-й граф Эссекс с 1322 года, лорд Верховный констебль Англии в 1322—1330 годах;
- Элин Фицалан (умерла 20 января 1386); муж: с 1338 года (или ранее) Роджер ле Стрейндж (примерно 1326/1327 — 23 августа 1382), 5-й барон Стрейндж из Нокина с 1349 года;
- Кэтрин Фицалан (умерла до 23 мая 1376); 1-й муж: до 16 октября 1347 года Генри Хасси (примерно 1301/1302 — 1 июля 1349), 2-й барон Хасси с 1332 года; 2-й муж: после 6 августа 1350 года Эндрю Певерелл (умер до 1375);
- Элеанора Фицалан (умерла до 1347); муж: Джерард де Лайл (1304 — 9 июня 1360), 1-й барон Лайл из Кингстон Лайл с 1357 года.

## Комментарии
1. ↑  В разных источниках нумерация графов Арунделов отличается — в зависимости от того, учитываются ли первые носители титула, не принадлежавшие к дому Фицаланов: 2-й, 7-й или 9-й. Эдмунд был вторым графом Арунделом из дома Фицаланов, который бесспорно носил титул (двое первых носителей титула из дома Фицаланов его не использовали, но были графами де-юре)[1].
2. ↑  Должность главного кравчего Англии была наследственной для графов Арунделов[3].